# Gerjén
A Gerjén a görög eredetű német Gereon név magyar változata, a jelentése Gerenia városába való férfi, de más feltevések szerint a legidősebb, aggastyán.

## Gyakorisága
Az 1990-es években szórványos név, a 2000-es években nem szerepel a 100 leggyakoribb férfinév között.

## Névnapok
- október 9.[2]